# Klietz
Klietz – miejscowość i gmina w Niemczech, w kraju związkowym Saksonia-Anhalt, w powiecie Stendal, wchodzi w skład gminy związkowej Elbe-Havel-Land.
1 stycznia 2010 do gminy przyłączono Neuermark-Lübars.

## Współpraca
Miejscowość partnerska:
- Haltern am See, Nadrenia Północna-Westfalia